# Xingbaoia
Xingbaoia is een geslacht van rechtvleugeligen uit de familie sabelsprinkhanen (Tettigoniidae). De wetenschappelijke naam van dit geslacht is voor het eerst geldig gepubliceerd in 2001 door Rentz.

## Soorten
Het geslacht Xingbaoia omvat de volgende soorten:
- Xingbaoia irvineorum Rentz, Su & Ueshima, 2012
- Xingbaoia karakara Rentz, 2001